# Nicolas Bézy
Nicolas Bézy (ur. 26 września 1989 r. w Fontenay-aux-Roses we Francji) – francuski rugbysta, grający na pozycji łącznika ataku w zespole Stade Toulousain. Dwukrotny mistrz Francji.

## Kariera klubowa
Grać w rugby zaczął w dzieciństwie w klubie Bagneux, po czym dwa lata spędził w Racing Métro 92. Z drużyną Stade Français zdobył mistrzostwo kraju kadetów w sezonie 2005/06.
Po tym sukcesie w 2006 r. przeprowadził się wraz z rodzicami do Tuluzy i dołączył do drużyny Stade Toulousain – jego rodzice prowadzą w tym klubie drużyny juniorskie. W pierwszym składzie zadebiutował na początku 2008 r. podczas mistrzowskiego sezonu tej drużyny, a w sezonie 2009/10 wygrał Puchar Heinekena grając w dwóch meczach. W sezonie następnym zdobył drugie mistrzostwo Francji zaliczając punktowany występ w finale. W marcu 2010 podpisał z tym zespołem kontrakt na grę do końca sezonu 2012/13. W sezonie 2011/12 rzadko pojawiał się na boisku, rolę podstawowych zawodników objęli bowiem Jean-Marc Doussain, Nicolás Vergallo oraz sprowadzeni do drużyny Luke Burgess, Luke McAlister i Lionel Beauxis. W zastępstwie niedostępnych Clémenta Poitrenaud i Maxime Médarda 3 marca 2012 roku wystąpił nietypowo na pozycji obrońcy, a w następnym tygodniu ogłosił przejście do klubu Stade Français na kolejne dwa sezony.

## Kariera reprezentacyjna
W 2007 r. został powołany do kadry U-19, gdzie zagrał w meczu z Włochami zdobywając przyłożenie. W 2009 r. został natomiast powołany do reprezentacji U-20 na Puchar Sześciu Narodów w tej kategorii wiekowej, lecz nie zagrał w żadnym meczu. W tym samym roku wystąpił w zakończonych przez Francję na piątym miejscu mistrzostwach świata juniorów. W 2010 r. natomiast zdobył Wielkiego Szlema z reprezentacją akademicką.
W sezonie 2011/2012 zagrał z narodową kadrą rugby siedmioosobowego w dwóch turniejach IRB Sevens World Series: w Hongkongu i Japonii.

## Życie prywatne
Studiuje inżynierię lądową, a jego młodszy brat, Sébastien, jest również graczem Stade Toulousain.

## Osiągnięcia
- Puchar Heinekena: zwycięstwo – 2009/10
- Top 14: zwycięstwo – 2007/08, 2010/11